# Markus Fiedler (Soziologe)
Markus Fiedler (* 1967) ist ein deutscher Soziologe und Islamwissenschaftler.

## Werdegang
Fiedler studierte zunächst an der Fachhochschule Coburg Sozialpädagogik, anschließend Soziologie, Politikwissenschaft und Philosophie an der Universität Bayreuth, wo er 2002 zum Dr. phil. promoviert wurde. In Sachbüchern und Zeitschriftenartikeln befasst er sich mit der Beziehung zwischen Max Weber, der Globalisierung und dem Sozialismus sowie mit der Beziehung zwischen Mohammed und dem Abendland. Er ist Mitglied der Linken. Fiedler arbeitet für das International Islamic Publishing House und ist Dozent am al-Mustafa-Institut in Berlin.

## Veröffentlichungen
- Max Weber und die Globalisierung der Moderne. Tenea, Berlin 2003, ISBN 3-86504-026-8 (Dissertation Universität Bayreuth 2002).
- Max Weber und der Sozialismus. Wissenschaftlicher Verlag Berlin, Berlin 2004, ISBN 978-3-86573-006-0.
- Mohammed und die abendländische Kritik. Verlag Traugott Bautz, Nordhausen 2008, ISBN 978-3-88309-444-1.
- Die Schia im Islam. Verlag Traugott Bautz, Nordhausen 2016, ISBN 978-3-95948-104-5.
- Mohammed und die Islamkritik. Verlag Traugott Bautz, Nordhausen 2017, ISBN 978-3-95948-222-6.
- Die Juche-Philosophie in Nordkorea. Verlag Traugott Bautz, Nordhausen 2018, ISBN 978-3-95948-345-2.
- Kim Jong Un und der Kimilsungismus-Kimjongilismus. Verlag Traugott Bautz, Nordhausen 2019, ISBN 978-3-95948-456-5.
- Imam Ali und der wahre Islam. Verlag Traugott Bautz, Nordhausen 2020, ISBN 978-3-95948-483-1.
- Der Islam und die Herausforderungen der Moderne. Verlag Traugott Bautz, Nordhausen 2020, ISBN 978-3-95948-485-5.
- Wer war General Qassem Soleimani? Verlag Traugott Bautz, Nordhausen 2021, ISBN 978-3-95948-518-0.